# PV Automotive
Die PV Automotive GmbH ist ein mittelständisches Handelsunternehmen der PV Gruppe für Fahrzeugteile und Werkstattausrüstung, zu dessen Kunden vor allem Pkw- und Nfz-Werkstätten sowie Tankstellenbetriebe zählen, mit Sitz in Essen.

## Unternehmen
PV Automotive zählt zu den größten Fahrzeugteile-Grossisten in Deutschland und bietet als Vollsortimenter Kfz-, Nfz-, Lkw- und Bus-Teile an. Zu den weiteren Unternehmensfeldern der PV Automotive zählen die Bereiche Werkstatteinrichtung und Werkzeuge. Darüber hinaus betreibt das Unternehmen verschiedene Werkstattsysteme (u. a. AutoFit, AutoProfi).
Die PV Automotive beschäftigt direkt rund 1.600 Mitarbeiter an über 90 Standorten.

## Geschichte
Bereits 1922 wurde das Familienunternehmen Carl Peicher, namensgebend für das „P“ des heutigen Firmennamens, gegründet und begann mit dem Vertrieb von Industrie- und Kraftfahrzeugbedarf. Seit der Gründung ging das Unternehmen zahlreiche Partnerschaften mit spezialisierten Ersatzteile- und anderen Zulieferer-Unternehmen ein. Die Firma Karl Völlm, namensgebendes „V“ des heutigen Firmennamens, wurde 1945 gegründet. Die beiden Unternehmen arbeiteten in der Folgezeit partnerschaftlich zusammen, bis 1967 beide Unternehmen zur „Peicher + Völlm KG“ zusammengeschlossen wurden.
In der 100-jährigen Geschichte des Unternehmens gab es weitere Partnerschaften mit anderen Branchenvertretern, wie z. B. der Firma Trost aus Stuttgart. Die stilisierten Buchstaben „PV“ des Firmennamens, die Initialen der Gründer Peicher und Völlm, erhielt das Unternehmen 1991 im Rahmen der Umfirmierung in die „PV-Rudolf Kottheuser GmbH & Co. KG“. Im Jahre 2006 wurde das Unternehmen schließlich in die PV Automotive  umbenannt.
Die Stahlgruber Holding  mit Sitz in Poing erwirbt 51 % der Unternehmensanteile der PV Group vorbehaltlich der Zustimmung der Kartellbehörden. Über den Kaufpreis wurde Stillschweigen vereinbart. Mit der mehrheitlichen Beteiligung am Essener Handelsunternehmen wird PV Teil des Stahlgruber-Konzerns und ab 2014 Teil der Einkaufskooperation ATR International AG. Eine Beteiligung an der Pitstop (Werkstattkette) ist damit nicht verbunden.
Seit Gründung 1922 verfolgt das Unternehmen die Politik, mit namhaften Markenherstellern aus der Kfz-Branche zusammenzuarbeiten. Zu den Kooperationspartnern zählen u. a. die Unternehmen Monroe, Luk, Ate, NGK, BERU und Bosch.

## Dienstleistungen
Die PV Automotive ist ein Vollsortimenter für Werkstätten und Tankstellenbetriebe. Zu den Werkstätten zählen Kfz-, Nfz-, Lkw- und ÖPNV-Betriebe. Das Unternehmen lagert in seinen verschiedenen Regionallagern, z. B. in Bielefeld, Hamburg und Hagen rund 600.000 Ersatzteil-Positionen.
PV Automotive beliefert sowohl die Pitstop-Werkstattkette als auch zahlreiche weitere freie Werkstätten mit Ersatzteilen, Werkstattausrüstung und Werkzeugen und agiert über sein Tochterunternehmen „Autoteileland“ als Lieferant für Non-Food-Artikel für Tankstellenbetriebe. Darüber hinaus bietet PV Automotive seinen Werkstattpartnern Werkstattsysteme wie AutoFit und AutoProfi und stellt diesen EDV-Lösungen und Werkstatt-Schulungen zur Verfügung.